# Andrena minor
Andrena minor är en biart som först beskrevs av Radoszkowski 1891.  Andrena minor ingår i släktet sandbin, och familjen grävbin. Inga underarter finns listade i Catalogue of Life.